# Kitag
Die KITAG Kino-Theater AG (kurz Kitag) mit Sitz in Zürich war der grösste Schweizer Kinobetreiber. Als Neugründung eines gleichnamigen älteren Unternehmens gehörte die Kitag-Gruppe ab 1992 zur CT Cinetrade, seit 2017 ein Tochterunternehmen des Telekommunikationskonzerns Swisscom. Mit Einführung der neuen Swisscom-Dachmarke blue im September 2020 wurden die Kitag-Kinobetriebe zu blue Cinema umfirmiert, und das Unternehmen von der neu Blue Entertainment benannten Muttergesellschaft absorbiert.
Philippe Täschler war von März 1992 bis November 2020 Direktor der Kinogruppe und zuletzt bei Blue Entertainment bis Juli 2022 beratend tätig. Neben klassischen Kinobetrieben in Zürich, Bern, und Basel, expandierte das Unternehmen durch Zukäufe von Betrieben und den Bau von Multiplex-Standorten in St. Gallen (2007), Luzern (2008), Winterthur (2010), und Biel (2015).

## Geschichte
Die Kitag ging aus dem Verkauf der Kino-Theater AG hervor, einer Tochtergesellschaft der Jean Frey AG (Berichthaus AG). Diese besass bis 1992 die Zürcher Kinos Bellevue, Corso, Frosch, Ritz und Wellenberg. 1992 verkaufte Max Frey sein Kinoimperium an die CT Cinetrade AG. Am Aktienkapital beteiligt war damals auch der Münchner Filmmogul Kirch.
Unter ihrem Chef Stephan Sager begann die Cinetrade AG nun einen harten Konkurrenzkampf gegen das Zürcher Kino Capitol und das Multiplexkino Cinemax, beide aus dem Besitz von Erwin C. Dietrich, der sich nach seinem Ausstieg aus der Filmproduktion ganz auf die Tätigkeit als Kinounternehmer konzentrierte. Als der Grossverleiher UIP den Blockbuster Jurassic Park nicht nur an die Kitag, sondern auch an das Cinemax verlieh, klagte die Sager-Gruppe dagegen, hatte jedoch keinen Erfolg. Die SonntagsZeitung titelte dazu am 8. August 1993: „Die Schweizer Kinobranche liefert besten Thriller-Stoff: Kampf bis aufs Blut.“ In der Folgezeit gelang es jedoch immer wieder, Kassenerfolge wie Titanic und Der Herr der Ringe ausschließlich den Kitag-Kinos vorzubehalten. Per 1. Januar 2006 übernahm die Kitag in Zürich das Kino Capitol und das Multiplexkino Cinemax. Somit betreibt die Kitag bis am 22. März 2007 (Eröffnung der Arena-Kinos in Sihlcity) alle Kinos der Stadt Zürich, in welchen Hollywood-Filme gezeigt werden.
Gleichzeitig musste die Kitag das Bellevue-Kino aufgeben. Dieses entstand im 1858 errichteten Bellevue-Haus von Architekt Leonhard Zeugherr, das 30 Jahre später zu einem Belle-Epoque-Bau ausgebaut wurde und bis zum Ende des Ersten Weltkriegs das «Grand-Hotel Bellevue» beherbergte. Als dieses den Betrieb einstellte, wurde das Gebäude umgebaut und die Fassade vereinfacht, wobei die ursprünglichen Arkaden zugemauert wurden und dahinter 1921 das Kino-Theater eröffnet wurde. Spätere Umbauten führten zur Unterteilung in mehrere kleinere Kinosäle, wobei sich das Kino unter dem Namen «Bellevue's Dream Theater» als traditionelles «Kinderkino» etablierte, in welchem Kinderfilme gezeigt wurden. Da die UBS als Eigentümerin des Bellevue-Hauses im Rahmen der Sanierung unter anderem die Arkaden und Teile der alten Fassade wiederherstellen wollte, blieb kein Platz mehr für ein Kino, womit dieses nach über 80 Jahren Betrieb per Ende 2005 geschlossen wurde.
Gesamthaft rückläufige Besucherzahlen und Unstimmigkeiten mit den Eigentümern des Wellenberg-Hauses im Niederdorf führten im Dezember 2006 zur Schliessung des Kino Academy. Noch unter dem Namen Kino Wellenberg wurde es als erstes in Zürich mit einem THX-zertifizierten Saal ausgestattet. Im ehemaligen Saal 1, der ursprünglich seine Leinwand hätte behalten sollten, wurde im November 2007 der Club «Vertigo» eröffnet.
Per 1. Januar 2007 übernahm die Kitag die Kinobetriebe von Franz Anton Brüni, zu denen elf Kinosäle in St. Gallen und ein Multiplexkino mit acht Sälen im benachbarten Abtwil SG gehören.
Per 1. Januar 2008 wurden die Luzerner Kinobetriebe von Georg Egger (20 Kinosäle) übernommen. Die «MaxX Emmen AG» wurde im Zuge der Übernahme in «KITAG Kino-Theater Luzern AG» umbenannt, der Sitz nach Luzern verlegt und Mitte 2008 mit der «L-Kinos-AG» fusioniert. Einige Kinos wurden aus wirtschaftlichen Gründen geschlossen.
Ein ähnliches Schicksal wie das Kino Academy ereilte das 1923 eröffnete Kino Plaza. Das ursprünglich mit einem Saal gebaute Kino erhielt im Rahmen späterer Umbauten zwei weitere Säle, die aus dem ursprünglichen Balkon des Hauptsaals entstanden waren. Als die Kitag-Gruppe in den 1990er-Jahren massiv in Renovationen ihrer Kinos investierte, versuchte auch der Eigentümer des noch unabhängigen Kino Plaza dem verstaubten Image entgegenzuwirken. Beim 2001 durchgeführten Komplettumbau verschätzte man sich bei den Kosten und musste das Kino noch im selben Jahr an die Zürcher Kitag veräussern. Nachdem Anfang 2010 ein Umnutzungsgesuch im Amtsblatt erschienen war und erste konkrete Schliessungsgerüchte aufkamen, wurde der Schliessungsentscheid im September 2010 kurzfristig bestätigt. Im November 2010 wurde der «Club Plaza» in den ehemaligen Kinosälen eröffnet. Im September 2010 eröffnete kitag ein neues Kino in Winterthur.
Am 2. September 2010 wurde im umgebauten Winterthurer Kesselhaus das Multiplexkino MaxX mit sechs Sälen eröffnet.
Ende Mai 2011 vereinfachte das Unternehmen seine Strukturen und fusionierte das Zürcher Mutterhaus mit den vier Schwestergesellschaften in Bern, Luzern, Basel und St. Gallen sowie die noch separat geführte Abaton AG. Die Mitte Jahr im Zuge einer Markenauffrischung konsequente eingeführte Kleinschreibung kitag kino-theater ag, wurde im März 2016 durch die zuletzt gültige Form KITAG Kino-Theater AG abgelöst.
Am 29. Oktober 2015 eröffnete die Kitag in der Bieler Tissot Arena ein Multiplexkino mit fünf Sälen. Der Saal 1 mit 255 Plätzen ist der erste Saal der Kitag, welcher mit dem Tonsystem Dolby Atmos ausgerüstet ist.
Am 5. April 2018 eröffnete das Cinedome in Muri bei Bern. Das Multiplexkino mit 10 Sälen bietet insgesamt 1436 Sitzplätze, darunter 37 Rollstuhlplätze, und ist nach dem Pathé Westside (11 Säle & 2432 Sitzplätze) das zweitgrösste Kino der Region Bern. Die IMAX-Leinwand im Saal 1 ist die grösste Leinwand in der Region Bern.
Im Sommer 2018 gab die Kitag bekannt, dass das Kino Rex in St. Gallen verkauft wurde und der neue Eigentümer ein Wohn- und Gewerbehaus plant. Folglich wurden die drei Kinosäle geschlossen. Die 2014 geäusserte Planung, den Multiplexstandort Maxx in Emmen von 8 auf 14 Säule auszubauen, wurde 2019 wieder fallen gelassen.

## Kinos
Die blue Cinema Standorte befinden sich in sieben Ballungszentren der Deutschschweiz.

### Zürich
aktive Kinos
- Abaton (ehemals Cinemax, 12 Säle)
- Capitol (6 Säle)
- Corso (4 Säle)
- Metropol (ehemals Ritz, zuvor Roxy, 2 Säle)

ehemalige Kinos
- ABC (ehemals Orient, 4 Säle; März 2014)
- Academy (ehemals Wellenberg, 2 Säle; Dezember 2006 geschlossen)
- Bellevue (ehemals Bellevue's Dream Theatre, 4 Säle; Januar 2006 geschlossen)
- Frosch Studio (ehemals Cinema Frosch, 2 Säle; Januar 2021 geschlossen)
- Plaza (ehemals Kosmos, 3 Säle; September 2010 geschlossen)

### Bern
aktive Kinos
- Cinedome (Muri bei Bern), 10 Säle

ehemalige Kinos
- Capitol (2 Säle; 2018 geschlossen)
- Alhambra (1 Saal; Januar 2018 geschlossen*)
- City (3 Säle; Januar 2018 geschlossen)
- Rex (1 Saal; Februar 2015 geschlossen*)
- Royal (1 Saal; Dezember 2016)
- Gotthard, 1 Saal (2018 geschlossen)
- Jura, 3 Säle (2018 geschlossen)
- Splendid, 2 Säle (2021 geschlossen)

(*teilweise durch andere Betreiber weitergeführt)

### Basel
ehemal. Kinos
- Rex (2 Säle)
- Studio Central (1 Saal)
- Capitol (2 Säle)

### St. Gallen
aktive Kinos
- Cinedome (10 Säle, davon 1 4DX), in Abtwil
- Scala (6 Säle)

ehemalige Kino
- Corso (1 Saal; Mai 2012 geschlossen)
- Storchen
- Rex Studio (3 Säle; Sommer 2018 geschlossen)

### Luzern
aktive Kinos
- Capitol (6 Säle)
- Maxx (8 Säle), in Emmenbrücke

ehemalige Kinos
- abc (bis ca. 2005), dann club abc und opera, heute Club princesse
- Limelight (bis ca. 2009), ehemals Erotikkino
- Piccolo (bis ca. 2008), ehemals Erotikkino, dann Ladengeschäft
- Rex (bis ca. 2002), heute Teil der Stadtverwaltung Luzerns
- Moderne (1 Saal; geschlossen 2022), gegründet von Emil Steinberger
- Broadway (4 Säle; geschlossen 2009), in Kriens

### Winterthur
aktive Kinos
- Maxx (6 Säle)

### Biel
aktive Kinos
- Cinedome (5 Säle)

## Besonderes
Die Kitag führte den, wegen des Wegfalls der Credit Suisse als Hauptsponsor seit dem Jahr 2006 ausgesetzten, jährlichen Kino-im-HB-Event im Zürcher Hauptbahnhof durch und war die Herausgeberin des Kinomagazins close-up!.
1998 hatte die Kitag das Exklusivrecht für Titanic in der Stadt Zürich und zeigte den Film gleichzeitig in den Sälen Corso 1 und Corso 2.